# Теодор Елерс
Теодор Елерс (нім. Theodor Ehlers) — німецький психолог, професор вікової психології Марбурзького університету, автор методики діагностики особистості на мотивацію досягнення успіху, керівник проекту «Марбурзького тренінгу концентрації у навчанні».